# Блок цилиндров
Блок цили́ндров — основная деталь кривошипно-шатунного механизма (КШМ) двух- и более цилиндрового поршневого двигателя внутреннего сгорания. Является цельнолитой деталью, объединяющей собой цилиндры двигателя. Отливается как правило из чугуна, реже — литейных алюминиевых или магниевых сплавов. На блоке цилиндров имеются опорные поверхности для установки коленчатого вала. К верхней части блока крепится головка блока цилиндров, нижняя часть образует верхнюю часть картера. Таким образом, блок цилиндров является основной корпусной деталью двигателя, к которой так или иначе крепятся остальные его агрегаты и узлы. Картер сцепления на некоторых двигателях идёт в комплекте и обрабатывается совместно, и в таком случае (как и крышки коренных подшипников) не должен обезличиваться при ремонте.
Блок цилиндров используют в двигателях с жидкостным охлаждением, причём полости блока образуют рубашку охлаждения. В двигателях с воздушным охлаждением, изготовление цилиндров в одном блоке весомых преимуществ не даёт, и потому почти не применяется.

## История
После появления поршневых двигателей, в целях улучшения равномерности вращения, массогабаритных показателей, увеличения КПД (искровые) и снижения вибрации, были созданы многоцилиндровые конструкции. На ранних двигателях, ввиду технологических трудностей, картер кривошипного механизма присоединялся на болтах, часто были отдельными цилиндры, рубашки охлаждения, водяные и масляные трубки.
По мере развития технологий литья и станочной обработки (то есть, уменьшения вероятности брака столь сложной детали) блок цилиндров объединил в себе верхнюю часть картера и все цилиндры. Это уменьшило количество деталей, их суммарный вес, и увеличило жёсткость (что позволяет, например, форсировать двигатели по наддуву). Сейчас такие названия как «блок двигателя», «блок цилиндров», «блок» можно услышать в сервисе или среди водителей, и все они относятся именно к этой единой детали. Блок-картером является деталь, объединяющую в себе блок и все стенки картера (часто это туннельный блок-картер), но и её обычно называют так же.
Однако трудности транспортного характера всё ещё вынуждают изготавливать крупноразмерные судовые двигатели с отдельным картером, отдельными цилиндрами, отдельными головками. Главные судовые дизели столь велики и тяжелы (до 600..800 тонн), что перевозятся по железной дороге частями и монтируются краном на месте. Из эксплуатационных соображений их блоки и картеры имеют многочисленные люки для обслуживания и проверки, и даже головки цилиндров могут иметь отъёмные клапаны с сёдлами.

## Материал для изготовления блоков цилиндров и гильз
Смотря по выбранной литровой массе (кг/л рабочего объёма), необходимых эксплуатационных характеристик, назначения, преемственности и технологичности изготовления конструкции при проектировании выбирают один из вариантов компоновки (расположения цилиндров), а также материал блока цилиндров.
Цилиндры работают в условиях переменных давлений в надпоршневой полости. Их внутренние стенки соприкасаются с пламенем и горячими газами, раскалёнными до температуры 1500—2500 °С. Средняя скорость скольжения поршневых колец по стенкам цилиндров автомобильных двигателей достигает 12—15 м/с, и более (гоночные). Поэтому материал, используемый для изготовления блока цилиндров, должен обладать большой механической прочностью, а сама конструкция стенок — достаточной жесткостью. Стенки цилиндров должны хорошо противостоять истиранию при ограниченной смазке и обладать общей высокой стойкостью против других возможных видов износа (абразивного, коррозионного и некоторых разновидностей эрозии), уменьшающих срок службы цилиндров. Ко всему этому, материалы, применяемые для изготовления цилиндров, должны обладать хорошими литейными свойствами и легко обрабатываться на станках.
Если нет жёстких ограничений по массе (стационарный, судовой, тракторный двигатели) то материалом блока служит серый перлитный (реже ковкий) чугун. Если же требуется снижение массы (транспортные двигатели), то может быть оправдано применение лёгких алюминиевых или (реже) магниевых сплавов (для транспортных средств с рекуперацией энергии торможения, таких как гибридные автомобили, снижение массы меньше сказывается на расходе топлива). Наиболее важно максимальное облегчение блока цилиндров (и других деталей) для поршневых авиационных двигателей, тут экономически оправданы самые высоколегированные стали, лёгкие металлы, и композиты. При допустимой литровой массе 80-100 кг/л обычно применяют чугун.

#### Чугун
Преимуществами серого чугуна являются:
- низкая цена;
- высокая технологичность литья и мехобработки (стружка откалывается, высокие режимы резания);
- стабильность свойств, включая термические, минимальное коробление;
- высокие демпфирующие свойства материала;
- повышенная жёсткость, малочувствительность к перегреву;
- возможность заворачивать крепёж (болты) непосредственно в блок;
- удобство ремонта трещин (запайка латунью, заварка, эпоксидный клей);
- высокая твёрдость поверхностей, позволяющая небрежное обращение;
- высокая износостойкость и антифрикционные свойства позволяют изготавливать цилиндры заодно, без вставных гильз;
- упрощение обработки коренных постелей, так как крышки также чугунные;
- применение стальных, а не составных алюминиевых штанг, в случае компоновки с нижним распредвалом.

Основным недостатком чугунов является большая масса (плотность выше в 2,7 раза), и меньшая теплопроводность. Литейные стали для отливки блоков не применяют, так как литейные свойства их хуже, а толщины стенок и вес определяются жёсткостью отливки, а не предельными прочностными характеристиками. К тому же демпфирование у сталей хуже.
В последние десятилетия для увеличения твёрдости цилиндры чугунных блоков (или только гильзы) подвергают лазерному отбеливанию: луч проходит поверхность по спирали, переплавляя серый чугун в белый в тонком слое. Белый чугун имеет высокую твёрдость, но ограниченная толщина и высокая твёрдость слоя затрудняет при ремонте операцию расточки.
В случае изготовления безгильзового блока, его клеймят в соответствии с диаметром расточки цилиндров. Обычно блоки разбивают по размерам через 0,01 мм. Это требуется для установки на заводе поршней соответствующего отклонения и гарантирует установленный инструкцией небольшой монтажный зазор поршень-цилиндр. Чаще всего клеймление буквой (A, B, C, D, E) можно встретить на нижней плоскости блока отечественных моторов. Конечно, после расточки это теряет смысл.

#### Алюминиевый сплав
Алюминиевые сплавы (кремнийсодержащие) значительно дороже, зато позволяют снизить массу двигателя. Жёсткость (и возможность форсировки) ограничены, особенно при использовании вставных гильз с нижним базированием (растягивают блок). Эти сплавы имеют ряд особенностей, которые следует учитывать при изготовлении и эксплуатации блоков:
- необходимость вставной или залитой гильзы из твёрдого материала;
- установка шпилек во избежание срыва резьбы из блока;
- большая аккуратность при ремонте, во избежание повреждения поверхностей;
- чугунные крышки подшипников требуют большой жёсткости борштанг при расточке постелей[14];
- точную затяжку крепежа (динамометр), во избежание деформаций и/или вырыва крепежа;
- строгое применение некорродирующей охлаждающей жидкости.

В 1980-х годах начали применять запрессовку в алюминиевый блок тонкостенных «сухих» чугунных гильз, окружённых алюминием. Такие двигатели достаточно распространены. Но так как коэффициенты температурного расширения чугуна и алюминия не совпадают, это требует мер для предотвращения отрыва гильзы от блока при прогреве мотора и потенциально снижает его долговечность.
Алюминиевые блоки, кроме чугунных вставных гильз, могут быть хромированы, покрыты никасилом, алюсилом, или иметь вставные алюсиловые гильзы. Во всех этих случаях уменьшается масса, но ремонт затруднён.
На двигателе Chevrolet Vega 1971 года блок отливался из сплава с содержанием до 17 % кремния (фирменное название Silumal), но опыт оказался неудачным: любой задир на зеркале цилиндра был для него фатальным, из-за чего мотор оказался очень чувствителен к качеству смазочных материалов и перегреву, и часто полностью выходил из строя намного раньше заявленного срока из-за износа стенок цилиндра, восстановление которого вне заводских условий было невозможно. Это повлекло за собой скандал и миллионные убытки для компании GM. Усовершенствованная в 80-х — 90-х годах технология была применена европейскими фирмами Mercedes-Benz, BMW, Porsche, Audi.
Альтернативная технология Nicasil — никелевое покрытие на алюминиевых стенках цилиндров с напылением кристаллов карбида кремния, применялась ещё в 60-е — 70-е годы для двигателей дорогих спортивных автомобилей, в частности — используемых в Formula 1. Из современных двигателей такие блоки имели моторы М60 и М52 фирмы BMW, причём их продажи в некоторых странах сопровождались скандалом — «никасил» разрушался от реакции с некоторыми сортами топлива, содержащими повышенную концентрацию серы (что характерно, в частности, для некоторых регионов США и России). Главный же недостаток «никасила» — тонкое никелевое покрытие легко повреждается например при обрыве шатуна или прогаре поршня, и блок не подлежит восстановлению.
Сравнительно недавно немецкая фирма Kolbenschmidt разработала и технологию, при которой в обычный алюминиевый блок запрессовываются готовые алюминий-кремниевые гильзы, имеющие упрочненные стенки с повышенным (до 27 %) содержанием кремния (технология Locasil), — это позволяет снизить себестоимость и частично решает проблему ремонтопригодности. Все варианты, кроме последнего, не позволяют шлифовать блок.

#### Магниевый и другие
Блоки из магниевого сплава позволяют ещё больше снизить массу блока, чем применение алюминия. Наибольшая эффективность от этого достигается в мощных бензиновых моторах скоростных машин. Но магниевые литейные сплавы почти так же дороги, как и алюминиевые, сложнее технологически, а механические свойства магния несколько хуже (меньшая пластичность даёт снижение усталостной прочности против алюминиевых сплавов). Это позволяет получить выигрыш в весе в основном на узкоспециализированных спортивных моторах. Некоторое исключение — двигатель «Запорожца» с картером из авиационного магниевого сплава МЛ-5 (и отдельными чугунными цилиндрами), бензопила «Дружба-4». Твёрдость и коррозионная стойкость магниевых сплавов обычно уступает сплавам с преобладанием алюминия. В магниевый блок нельзя даже напрямую вворачивать стальной крепёж — только через алюминиевые ввёртыши, либо используя алюминиевые же болты. Однако, магниевые сплавы обладают очень высоким демпфированием, следовательно, такие двигатели работают тише.
Блоки из лёгких сплавов эстетичнее, и производят впечатление высокой культуры производства. И алюминиевые, и магниевые блоки при использовании залитых гильз или твёрдого покрытия (алюсил, никасил) имеют почти равные с поршнем коэффициенты расширения, потому монтажный зазор поршня может быть меньше. При нагреве двигателя с алюминиевым блоком стальной шатун удлиняется меньше, поэтому степень сжатия несколько уменьшается относительно холодного мотора, что также выгодное отличие.
Американской фирмой Crosley выпускались двигатели CoBra (Copper Brazed = «пайка медным припоем») с блоком цилиндров из штампованного листового металла, соединённого пайкой медным припоем. Эти двигатели изначально использовались в качестве генераторных в авиации и на флоте, и в таких условиях имели приемлемый моторесурс, однако при применении на малолитражном легковом автомобиле оказались ненадёжны, ввиду чего были заменены на двигатели с обычным литым чугунным блоком.
Проводились эксперименты по созданию пластикового двигателя, с армированием арамидом.
На заре автомобилизма могли также использоваться бронзовые блоки цилиндров, что обусловлено высокой технологичностью этого сплава при литье.

## Компоновка и характеристики блока цилиндров

#### Расположение цилиндров
Компоновка блока определена выбранным расположением цилиндров. Рядная компоновка технологически самая простая, даёт довольно тяжёлый блок, зато расточка его не представляет трудностей. Варианты коленвала — полноопорный и неполноопорный, установка на шарикоподшипниках или вкладышах. Блок может иметь проходы для жидкости между цилиндрами или (реже, на малоразмерных) не иметь их. В последнем случае экономятся размеры и масса. Рядное расположение цилиндров самое распространённое в крупных судовых дизелях, где удобство сборки и обслуживания важнее литровой массы.
V-образный двигатель имеет два варианта исполнения блока — со смещением левого и правого блоков между собой (рядом стоящие шатуны на шейке), либо без смещения (прицепной шатун, неравные степени сжатия на левом и правом блоках). Коренные подшипники также скольжения либо качения. Эти первые два варианта (рядный и V-образный) широко распространены в автомобилестроении. Среди прочих требований, для многоблочных бывает труднее удовлетворить условию полного уравновешивания двигателя для числа цилиндров менее 12, в то время как рядный 6-цилиндровый двигатель — полностью уравновешен. Блок «перевёрнутого» V-образного двигателя Юнкерса принципиально отличался мало, основные его различия в прикреплённых деталях (такие двигатели имели широкое распространение в поршневой авиации).
W-образный и звездообразный двигатели дают ещё более компактный блок и короткий вал, что снижает вес блока двигателя, но обладают меньшей жёсткостью, чем два первых варианта, и сложны в ремонте. Широко применялись до вытеснения газовыми турбинами в судах на воздушной подушке, катерах-охотниках (пограничных), винтовой авиации. Звездообразные до сих пор имеют применение на некоторых типах вертолётов. Для сохранения необходимого уровня надёжности требуют высокой культуры производства и трудоёмкого обслуживания/ремонта. Стоимость таких моторов довольно велика.
Во всех случаях размеры блока определяются тремя величинами — диаметром цилиндра, ходом поршня, и количеством цилиндров. Блок является сложной деталью, испытывающей знакопеременное сложное нагружение с термическими нагрузками, поэтому может быть рассчитан лишь приблизительно. После изготовления нового варианта блока цилиндров его подвергают длительным испытаниям на моторном стенде, для отыскания и устранения слабых мест конструкции, в том числе, используя тензодатчики. Блок цилиндров должен иметь достаточную (высокую) жёсткость, чтобы избежать недопустимой овализации цилиндров и задира поршней. Важна также жёсткость картера, обеспечивающая надёжную работу без задиров рамовых (коренных) подшипников, а также достаточный отпуск перед расточкой постелей, чтобы избежать их несоосности при возможном короблении блока.
Диаметр и количество цилиндров либо определяются заказчиком (преемственность конструкции, форсировка и доводка), либо вычисляются по результатам теплового расчёта, и уточняются в процессе доводки. Обычно при моторных испытаниях выявляются и устраняются слабые места блока цилиндров. Для увеличения жёсткости блока цилиндров в сборе с картером, ось разъёма картера выполняют ниже оси вала; в некоторых случаях применяют рамную конструкцию подшипников даже на автомобильных моторах (Mitsubishi Mini Cab, мотор 0.8L).
Наиболее чисто и точно обрабатывают следующие поверхности блока: постели коренных подшипников, отверстие под распредвал (или втулки распредвала), посадочные поверхности гильз (при их наличии), поверхность цилиндров, плоскость или плоскости сопряжения с головками блока. Чистота и ровность этих поверхностей имеет большое значение при сборке, даже небольшой приставший кусочек прокладки (ржавчина, вмятина, трещина) может привести к прорыву в этом месте масла, тосола или газов, испортив долгий труд моториста. Поэтому плоскости осматривают и зачищают особенно тщательно, а постели и втулки проверяют нутромером на размер и некруглость (при затянутых бугелях). При повреждении плоскостей их чаще всего требуется шлифовать, причём при сборке понадобится учесть изменение размера (например, увеличение выступания поршня) и принять нужные меры (например, подрезать поршни).

#### Тип охлаждения
Основные варианты — водяное и воздушное охлаждение. Масляное применяется для некоторых двигателей специальной конструкции с повышенным КПД, работающих на растительных маслах. Водяное охлаждение (антифриз) применяется чаще всего, позволяя большую свободу в месте расположения выхода горячего воздуха (включая использование его для отопления салона в зимнее время). Транспортные двигатели на машинах, движущихся с большой скоростью, легко рассеивают тепло в радиаторе, используя набегающий поток воздуха. Поскольку с увеличением отдаваемой двигателем мощности растёт и скорость обдува радиатора, характеристики эти согласованы.
Воздушное охлаждение требует оребрения цилиндров, которые в таких двигателях почти всегда выполняются отдельными. Преимуществом является механическая простота и снижение массы, быстрый выход двигателя на рабочий тепловой режим. Однако усложняется задача поддержания оптимального теплового режима в широком интервале нагрузок и температуры поступающего воздуха. Кроме того, такой двигатель более шумен («звонок»), так как шум сгорания сквозь тонкие стенки гильзы передаёт вибрации на высокие рёбра охлаждения. Поэтому такой вариант охлаждения в автомобилях уже не популярен, но встречается в стационарных двигателях, культиваторах, газонокосилках, тракторах и мотоциклах; имел широчайшее применение в авиационных поршневых двигателях.
При водяном охлаждении блок может иметь вставные гильзы либо изготовлен заодно, то есть отверстия расточены в самой отливке блока. Первый вариант чаще у малоразмерных, особенно рядных блоков. Водяные каналы могут идти последовательно от цилиндра к цилиндру (малоразмерные либо устаревшие модели), либо параллельно. В последнем случае распределение воды обеспечивается каналами в головке (головках) блока цилиндров.
Современные блоки имеют небольшую высоту рубашки охлаждения, 50-60 % длины гильзы, в отличие от старых конструкций. Это уменьшает объём жидкости (ускоряет прогрев), и вполне достаточно для поддержания теплового режима цилиндра (так как теплоотдача в нижней части гильзы сравнительно невелика).

#### Тип смазки
Выбранный тип смазки — разбрызгиванием, центральная или индивидуальная под давлением, — определяет расположение масляных отверстий, сверлений в постелях и коленчатом валу. Индивидуальная под давлением (с подводом масла к каждой постели) наиболее распространена, центральная до сих пор применяется на устаревших дизелях (УТД-20, 7Д6, 7Д12).

#### Наличие съёмных гильз
Имеет свои плюсы и минусы. При этом всегда ускоряется ремонт, так как расточка заменяется на простую замену гильзы, нет необходимости в ремонтных размерах, меньше отклонения толщины цилиндра при изготовлении, упрощается отливка блока, есть возможность применить более качественный чугун в гильзах, чем в блоке из серого чугуна. Некоторые двигатели без гильз имеют вставку из качественного чугуна в верхней части цилиндра, как более дешёвое решение проблемы ресурса.
Однако, установка гильз удорожает и отчасти снижает надёжность (пропуск жидкости по нижнему уплотнению). Кроме того, такой блок всегда тяжелее, так как гильза работает на сжатие, а блок растягивается (более длинное силовое замыкание). При базировании гильзы сверху утяжеление уменьшается. Увеличивается и объём механической обработки. Иностранные дизели среднего размера чаще всего имеют базирование гильзы посередине, чтобы соответственно сократить высоту рубашки охлаждения и уменьшить утяжеление против варианта с нижним базированием. Съёмные гильзы имеют обычно от 2 до 3 уплотнительных колец, причём в иностранной практике нижнее кольцо часто является страховочным, и перед ним имеется сверление для выхода антифриза наружу. Если из сверления начинается течь — значит, верхние кольца потеряли упругость (перегрев), и двигателю нужен ремонт. Эта конструкция исключает попадание антифриза в масло с вероятным задиром коленвала, и потому очень удачна.

## Неисправности блока цилиндров
При нормальной эксплуатации наблюдается постепенный износ поверхности цилиндров. Если блок цилиндров не имеет сменных гильз, то по достижении предельного размера его растачивают до следующего ремонтного размера, с установкой соответствующей поршневой. Можно на определённое время отодвинуть расточку установкой колец следующего ремонта с их подгонкой, но возможно, придётся смириться со стуком холодных поршней, и несколько повышенным расходом масла. Если же блок имеет сменные гильзы, то они подлежат замене с кольцами и (обычно) с поршнями.
Важное: при установке колец в не расточенный блок нужно выставлять зазор в замке не в верхней части, где износ больше, а в нижней. Проверять в неизношенном верхнем пояске необходимости нет, так как кольца его не достигают. Всё же полезно очистить этот поясок от нагара «нулёвкой» для облегчения монтажа колец.
Все остальные неисправности блока цилиндров вызваны неправильной эксплуатацией, либо заводским браком. При размораживании блока его рубашка снаружи трескается, и подлежит заварке аргоном (алюминиевый сплав), запайке латунью или заклейке эпоксидным клеем (чугунный блок). Возникшие трещины в неответственных местах могут завариваться (чугун — электродом с чёрным маркером, алюминий — сваркой аргоном), корродированные места под гильзы могут наплавляться и растачиваться.
Заводской брак может иметь две причины: конструкторские ошибки, приводящие к систематическим разрушениям (трещины) в большом проценте блоков, и брак на конвейере. Например, после отливки (но перед механической обработкой) заготовка должна пройти естественную или искусственную релаксацию напряжений. Когда в связи с реформами на АвтоВАЗ складской цикл хранения сократили, пошёл массовый брак (коробление) блоков после мехобработки. Поэтому пришлось вводить выдержку отливок при температуре для релаксации напряжений. Возможны такие виды брака как негерметичность рубашки (трещины, свищи), выходы дефектов на поверхность цилиндра, отклонения размеров, коробление. В части случаев такой заводской брак устраним.
В случае перепутывания крышек коренных подшипников может возникнуть необходимость расточки постелей — после просаживания крышек на необходимую величину 2-4 мм и тщательного базирования постели растачивают борштангой напроход. То же производят после проворота вкладышей, если блок дорог, и доступно хорошее станочное оборудование.
В случае вырыва шпильки с резьбой из блока — высверливают обломыш (если он остался), затем нарезают увеличенную резьбу, и ввёртывают ремонтную шпильку. Такие неприятности чаще всего случаются в алюминиевых блоках. В случае повреждения газового стыка в блоке с сухой гильзой, поверхность шлифуют до устранения дефекта. При этом нужно контролировать выступание поршней над плоскостью при сборке — при превышении нормы поршни придётся подточить в размер, во избежание соударения с головкой. Ввиду разнообразия конструкций блоков, следует в общем случае полагаться на инструкцию по ремонту соответствующего двигателя.